# Estação Feria de Madrid
Feria de Madrid (anteriormente Campo de las Naciones) é uma estação da Linha 8 do Metro de Madrid.